# 埃爾金斯鎮區 (阿肯色州華盛頓縣)
埃爾金斯鎮區（英語：Elkins Township）是位於美國阿肯色州華盛頓縣的一個行政鎮區。

## 地方資料
埃爾金斯鎮區的面積為10.30平方千米，當中陸地面積為10.20平方千米，而水域面積為0.10平方千米。根據2010年美國人口普查的數據，當地共有人口2648人，而人口密度為每平方千米257.09人。